# سیارک ۴۴۲۴
سیارک ۴۴۲۴ (به انگلیسی: 4424 Arkhipova، نامگذاری:1967DB) چهار هزار و چهارصد و بیست و چهارمین سیارک کشف شده‌است که در ۱۶ فوریه ۱۹۶۷ کشف شد.
قدر مطلق سیارک برابر ۱۱٫۵۰ است.